# Bolo
För andra betydelser, se Bolo (olika betydelser).

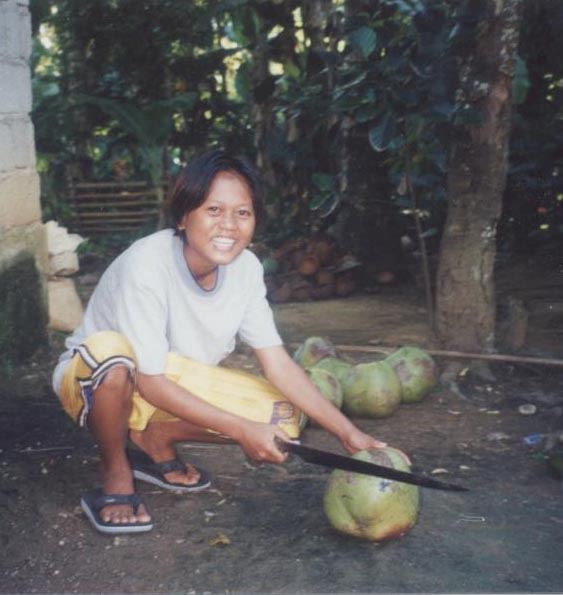
En kokosnöt öppnas med en Bolo

Bolo är en sorts machete men med tjockare blad fram för att flytta fram tyngdpunkten, vilket ger en effektivare slagkraft. Bolo används bland annat i Filippinerna, i Indonesien och på Kuba. Det huvudsakliga användningsområdet är att rensa vegetation till exempel inom jordbruk.